# 강남대로

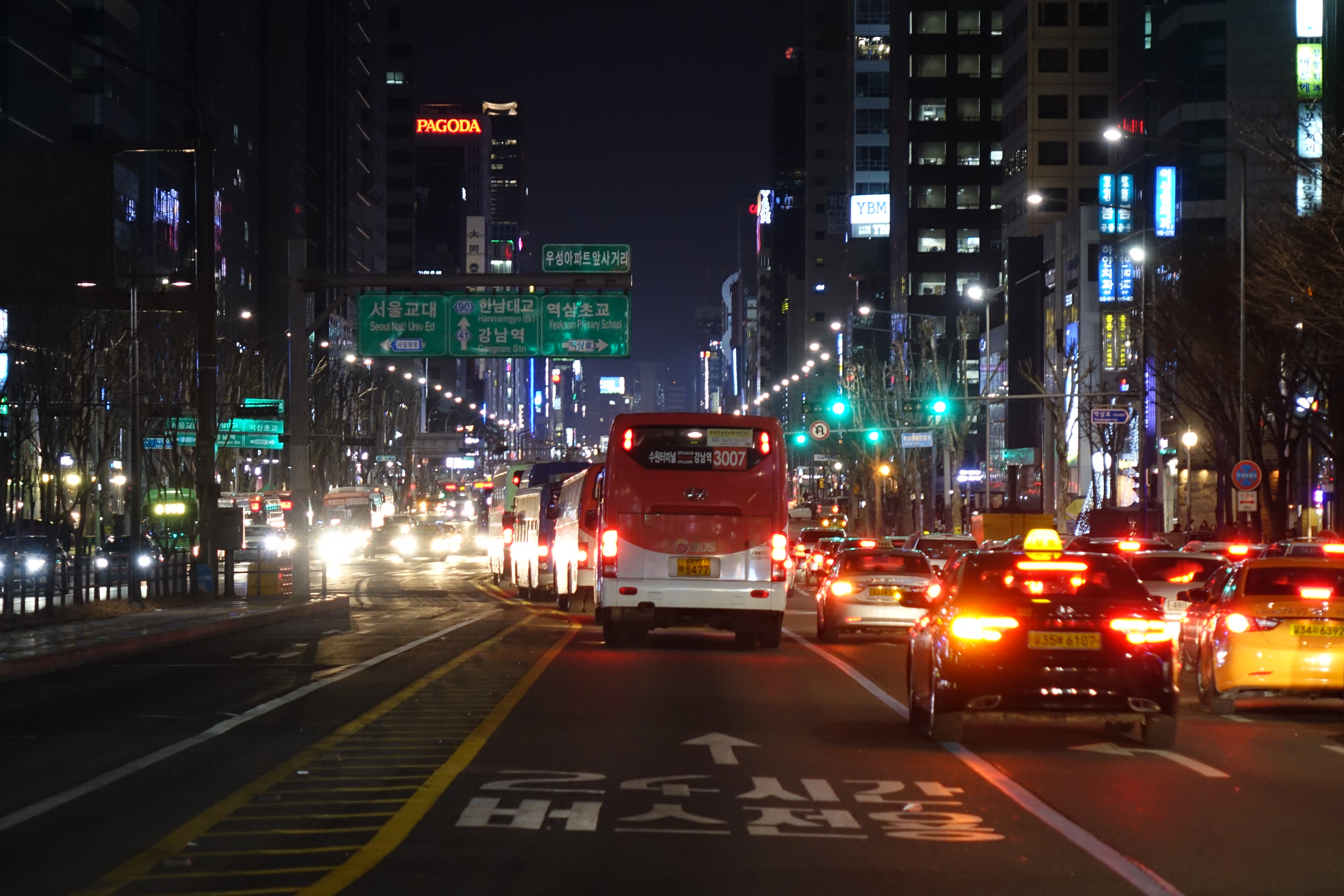
강남대로 (우성아파트앞 사거리)

강남대로에 널리 표시되어 있는 서울특별시도 41호선 관련 표지판

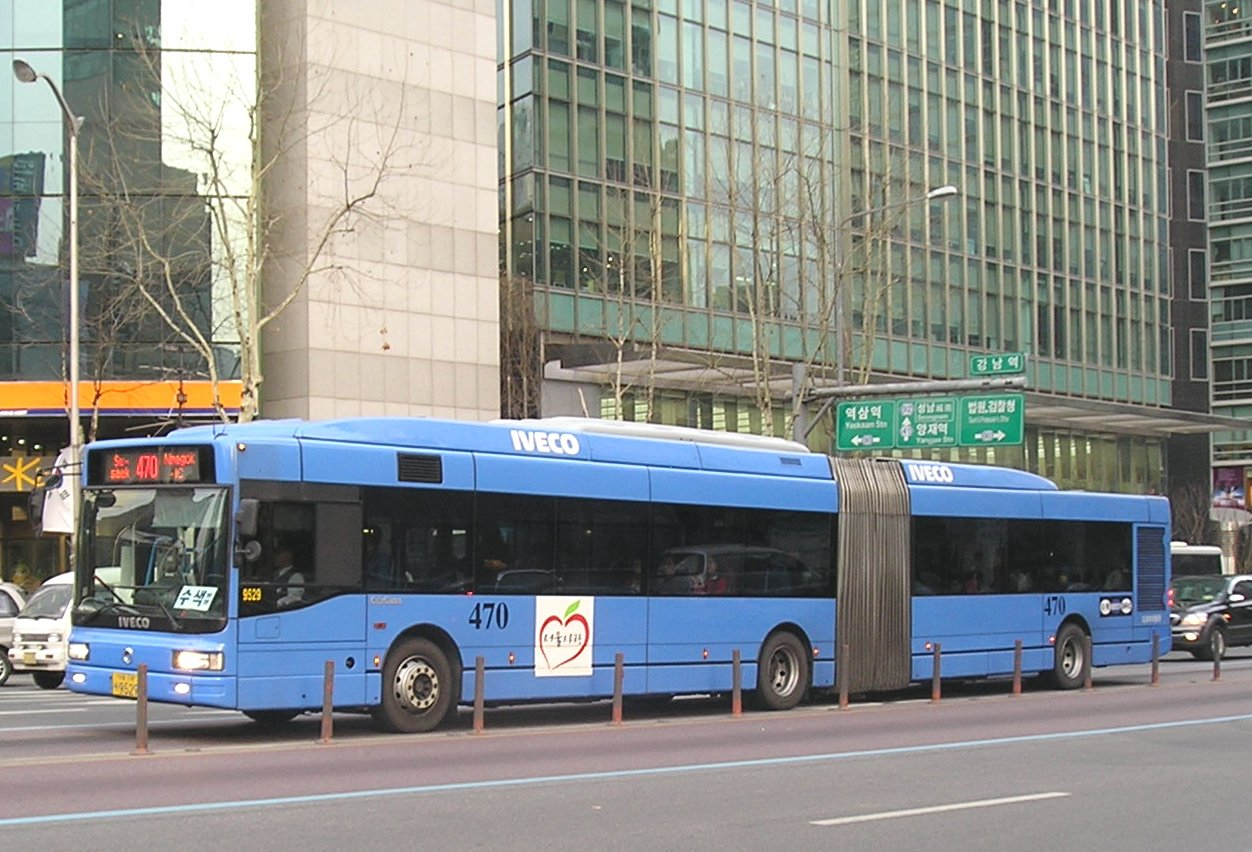
전 굴절버스 운행중이었던 다모아자동차 운수회사 470번

강남대로(江南大路, Gangnam-daero)는 서울특별시 서초구 염곡동 염곡사거리에서 용산구 한남동 한남대교북단을 잇는 왕복 10차선 도로이다. 전 구간이 서울특별시도 제41호선에 해당하며, 양재역에서 한남대교까지는 강남구와 서초구의 연결점이 된다. 강남대로 전 구간 중에서 서초구 잠원동 한남IC에서 한남대교까지의 하루평균 교통량은 161,741대로 대한민국에서 가장 크다.
신분당선이 강남대로를 관통한다.

## 역사
- 1972년 11월 26일 : 영동1로로 정해졌다.
- 1976년 6월 26일 : 영동1로에서 강남대로(염곡사거리 - 한남 나들목, 6.9 km)로 변경되었다.
- 2004년 7월 1일 : 중앙버스전용차로 (한국교육개발원 - 신사역, 4.8 km)가 개통되었다.
- 2010년 3월 15일 : 2개 이상 시·도에 걸쳐 있는 도로로 강남대로를 고시[2]

## 노선
- 표기한 서울특별시도는 안내용이다.

| 지점                                  | 접속 노선                           | 소재지                              | 소재지                              | 소재지                              | 비고                                |
| 서울특별시도 제41호선 헌릉로와 직결   | 서울특별시도 제41호선 헌릉로와 직결 | 서울특별시도 제41호선 헌릉로와 직결 | 서울특별시도 제41호선 헌릉로와 직결 | 서울특별시도 제41호선 헌릉로와 직결 | 서울특별시도 제41호선 헌릉로와 직결 |
| ------------------------------------- | ----------------------------------- | ----------------------------------- | ----------------------------------- | ----------------------------------- | ----------------------------------- |
| 염곡사거리                            | 국도 제47호선 양재대로              | 서울특별시                          | 서초구                              | 염곡동                              |                                     |
| 국악고교입구삼거리                    | 동산로                              | 서울특별시                          | 서초구                              | 양재동                              |                                     |
| 시민의숲삼거리                        | 매헌로                              | 서울특별시                          | 서초구                              | 양재동                              |                                     |
| 영동1교삼거리                         | 마방로                              | 서울특별시                          | 서초구                              | 양재동                              |                                     |
|                                       | 양재천로                            | 서울특별시                          | 서초구                              | 양재동                              |                                     |
| 교육개발원입구사거리                  | 바우뫼로                            | 서울특별시                          | 서초구                              | 양재동                              |                                     |
| 양재역사거리                          | 남부순환로                          | 서울특별시                          | 강남구                              | 도곡동                              |                                     |
| 뱅뱅사거리                            | 효령로, 도곡로                      | 서울특별시                          | 서초구                              | 서초동                              |                                     |
| 우성아파트앞사거리                    | 사임당로, 역삼로                    | 서울특별시                          | 서초구                              | 서초동                              |                                     |
| 강남역사거리                          | 서초대로, 테헤란로                  | 서울특별시                          | 서초구                              | 서초동                              |                                     |
| 교보타워사거리(신논현역)              | 사평대로, 봉은사로                  | 서울특별시                          | 서초구                              | 서초동                              |                                     |
| 논현역사거리                          | 신반포로, 학동로                    | 서울특별시                          | 강남구                              | 논현동                              |                                     |
| 신사역사거리                          | 나루터로, 도산대로                  | 서울특별시                          | 강남구                              | 논현동                              |                                     |
| 한남IC                                | 경부고속도로, 잠원로, 압구정로      | 서울특별시                          | 강남구                              | 압구정동                            |                                     |
| 한남대교남단교차로                    | 서울특별시도 제88호선 올림픽대로    | 서울특별시                          | 서초구                              | 잠원동                              |                                     |
| 한남대교남단                          | 서울특별시도 제70호선 강변북로      | 서울특별시                          | 강남구                              | 신사동                              |                                     |
| 서울특별시도 제41호선 한남대로와 직결 |                                     |                                     |                                     |                                     |                                     |

## 중앙버스전용차로
2004년 7월 1일에 개통되어 현재 한국교육개발원에서 신사역까지 시행 중이다. 그러나 각 전철역과는 중앙차로 승강장이 대단히 멀리 떨어져 있다.